# Gazeran
Gazeran és un municipi francès, situat al departament d'Yvelines i a la regió de Illa de França. L'any 2007 tenia 1.161 habitants.
Forma part del cantó de Rambouillet, del districte de Rambouillet i de la Comunitat d'aglomeració Rambouillet Territoires.

## Demografia

### Població
El 2007 la població de fet de Gazeran era de 1.161 persones. Hi havia 399 famílies, de les quals 72 eren unipersonals (36 homes vivint sols i 36 dones vivint soles), 126 parelles sense fills, 189 parelles amb fills i 12 famílies monoparentals amb fills.
La població ha evolucionat segons el següent gràfic:
Habitants censats

### Habitatges
El 2007 hi havia 440 habitatges, 396 eren l'habitatge principal de la família, 21 eren segones residències i 23 estaven desocupats. 404 eren cases i 37 eren apartaments. Dels 396 habitatges principals, 327 estaven ocupats pels seus propietaris, 65 estaven llogats i ocupats pels llogaters i 4 estaven cedits a títol gratuït; 5 tenien una cambra, 18 en tenien dues, 35 en tenien tres, 67 en tenien quatre i 272 en tenien cinc o més. 319 habitatges disposaven pel capbaix d'una plaça de pàrquing. A 148 habitatges hi havia un automòbil i a 226 n'hi havia dos o més.

### Piràmide de població
La piràmide de població per edats i sexe el 2009 era:
| Homes | Edats   | Dones |
| ----- | ------- | ----- |
| 0     | 95 o +  | 0     |
| 4     | 90 a 94 | 20    |
| 8     | 85 a 89 | 24    |
| 0     | 80 a 84 | 16    |
| 4     | 75 a 79 | 24    |
| 4     | 70 a 74 | 8     |
| 12    | 65 a 69 | 16    |
| 48    | 60 a 64 | 24    |
| 12    | 55 a 59 | 20    |
| 52    | 50 a 54 | 36    |
| 60    | 45 a 49 | 56    |
| 56    | 40 a 44 | 36    |
| 44    | 35 a 39 | 68    |
| 28    | 30 a 34 | 36    |
| 36    | 25 a 29 | 20    |
| 20    | 20 a 24 | 32    |
| 36    | 15 a 19 | 36    |
| 48    | 10 a 14 | 60    |
| 52    | 5 a 9   | 60    |
| 32    | 0 a 4   | 20    |

## Economia
El 2007 la població en edat de treballar era de 764 persones, 579 eren actives i 185 eren inactives. De les 579 persones actives 527 estaven ocupades (276 homes i 251 dones) i 53 estaven aturades (30 homes i 23 dones). De les 185 persones inactives 68 estaven jubilades, 80 estaven estudiant i 37 estaven classificades com a «altres inactius».

### Ingressos
El 2009 a Gazeran hi havia 426 unitats fiscals que integraven 1.142,5 persones, la mediana anual d'ingressos fiscals per persona era de 27.486 €.

### Activitats econòmiques
Dels 110 establiments que hi havia el 2007, 5 eren d'empreses extractives, 3 d'empreses de fabricació d'altres productes industrials, 9 d'empreses de construcció, 19 d'empreses de comerç i reparació d'automòbils, 5 d'empreses de transport, 4 d'empreses d'hostatgeria i restauració, 5 d'empreses d'informació i comunicació, 1 d'una empresa financera, 7 d'empreses immobiliàries, 8 d'empreses de serveis, 41 d'entitats de l'administració pública i 3 d'empreses classificades com a «altres activitats de serveis».
Dels 15 establiments de servei als particulars que hi havia el 2009, 1 era una oficina de correu, 2 tallers de reparació d'automòbils i de material agrícola, 1 paleta, 1 guixaire pintor, 1 fusteria, 3 lampisteries, 3 restaurants i 3 agències immobiliàries.
Dels 3 establiments comercials que hi havia el 2009, 1 era una sabateria, 1 una botiga de mobles i 1 una joieria.
L'any 2000 a Gazeran hi havia 7 explotacions agrícoles.

## Equipaments sanitaris i escolars
El 2009 hi havia una escola elemental.

## Poblacions més properes
El següent diagrama mostra les poblacions més properes.